# Sobhan Babu

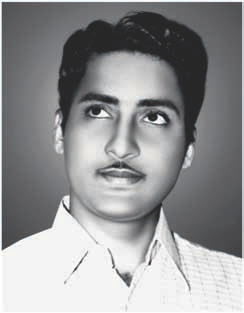
Sobhan Babu

Sobhan Babu (bürgerlicher Name: Uppu Sobhanachalapathi Rao; Telugu: శోభన్ బాబు; * 14. Januar 1937 in Tallidevarapalli im Distrikt Krishna, Andhra Pradesh; † 20. März 2008 in Chennai, Tamil Nadu) war ein indischer Schauspieler des Telugu-Films. Er spielte in mehr als 200 Filmen.

## Werdegang
Sobhan Babu studierte Naturwissenschaft und Recht. Sein Filmdebüt hatte er 1960 in Bhakta Shabari von Ch. Narayanamurthy. Er spielte zunächst in mythologischen Filmen: Lakshmana in N. T. Rama Raos Seeta Rama Kalyanam (1961), Abhimanyu in Nartansala (1963) von K. Kameshwara Rao und Veer Abhimanyu (1965), seinem ersten Solo-Hit. Bereits Mitte der 1960er Jahre übernahm er zunehmend Rollen in Action-Filmen, wie in Googachari 116 (1966) mit G. Krishna als Hauptrivalen. Großen Erfolg hatte er auch mit Manasulu Marali (1969). Obwohl er dann hauptsächlich in Macho-Rollen auftrat, kehrte mit Bapus Sampoorna Ramayanam (1971) noch einmals ins Genre des mythologischen Films zurück.
Mit der Schauspielerin Sharada war er 15 Jahre lang ein Filmpaar in romantischen Dramen. Wichtige Rollen spielte Sobhan Babu auch in Nindu Hridayalu (1969) und Sharada (1973) (beide von K. Vishwanath) und als Aristokrat in Balaram Krishnudu (1992). 1997 zog er sich aus dem Filmgeschäft zurück und lebte dann in Chennai. Er starb an einem Herzinfarkt.
Sobhan Babu erhielt zahlreiche Auszeichnungen, darunter vier Filmfare Awards South, fünf Nandi Awards und acht Andhra Pradesh Cine Goers Awards (davon 1970 bis 1975 sechs Mal in Folge).